# 甘蔗綿蚜
甘蔗綿蚜（学名：Ceratovacuna langigera）为扁蚜科粉角扁蚜屬下的一个种。有翅或无翅，体被蜡粉。
无翅成虫体长约2.5毫米，黄褐，灰褐，黄绿等色。
有翅成虫黑色。
年发生20余代。成虫，若虫聚集在甘蔗页面背面吸食汁液，使叶片变黄，植株矮小，糖分降低。其排泄物会引起煤污病。